# Oediceroides rostrata
Oediceroides rostrata is een vlokreeftensoort uit de familie van de Oedicerotidae. De wetenschappelijke naam van de soort is voor het eerst geldig gepubliceerd in 1883 door Stebbing.